# Wilhelm Hufnagel
Wilhelm Hufnagel (* 25. April 1848 in Ravolzhausen; † 28. November 1924 in Bad Orb) war ein deutscher Arzt, Wohltäter, Begründer und Leiter der Kinderheilanstalt in Bad Orb.

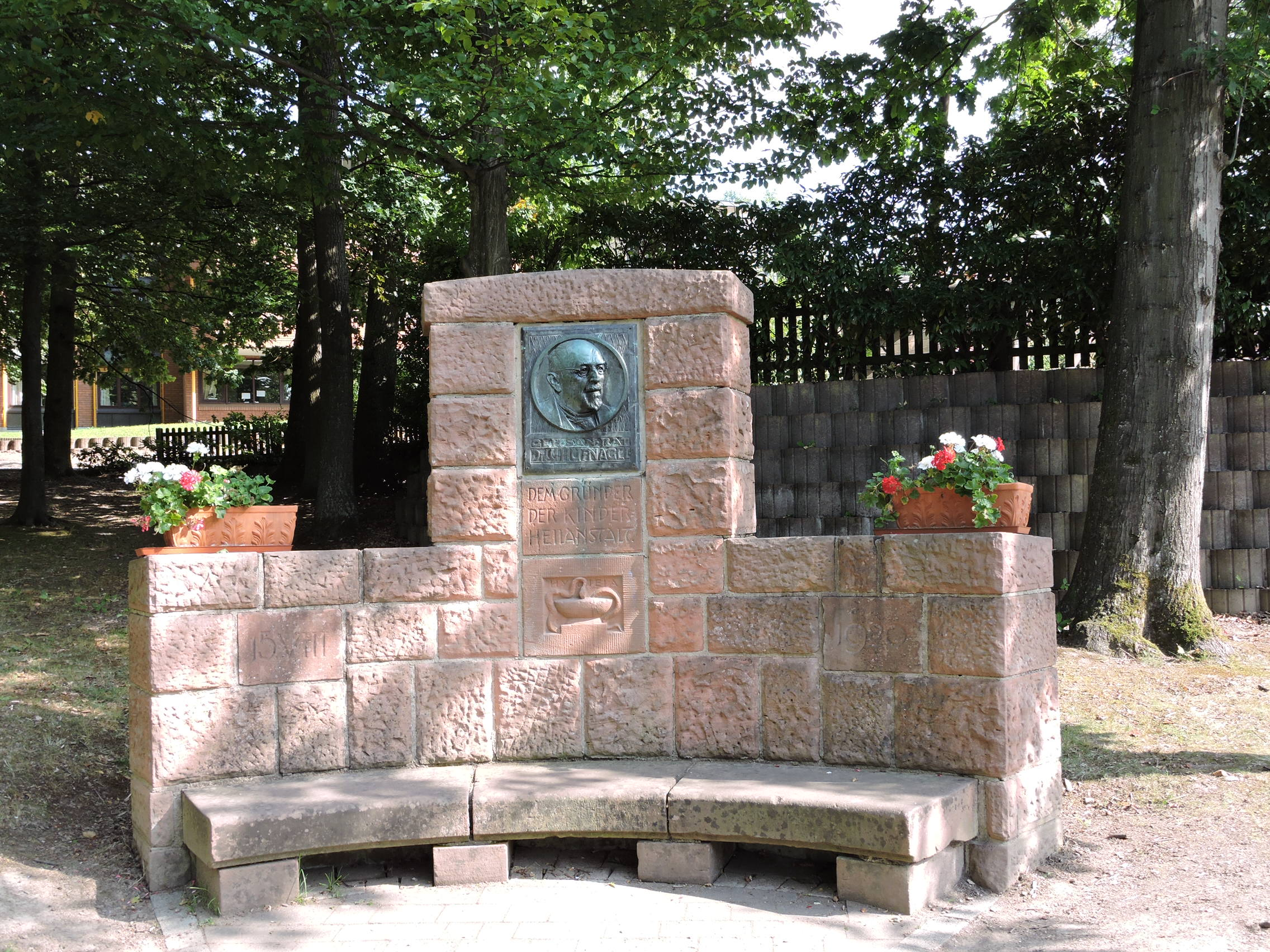
Wilhelm Hufnagel Bank im Garten der Spessartklinik, mit Gedenktafel

## Leben, Familie
(Karl Friedrich) Wilhelm Hufnagel wurde als zweiter Sohn des Lehrers und Kantors Heinrich Hufnagel (* 2. Januar 1815 in Oberissigheim; † 19. Februar 1887 in Ravolzhausen) und dessen Ehefrau Anna Maria Margaretha Kuhl (* 18. Juli 1815 in Ravolzhausen; † 15. Mai 1901 in Ravolzhausen) geboren. Auch sein Großvater Johannes Hufnagel (* 25. Juli 1783 in Hintersteinau; † 19. April 1867 in Rumpenheim) war bereits Lehrer. Wilhelm besuchte vermutlich, ebenso wie sein älterer Bruder (Johann) Friedrich Hufnagel (* 1. Januar 1840 in Ravolzhausen; † 6. Februar 1916 in Kesselstadt) die Hohe Landesschule in Hanau. Danach studierte er Medizin an der Philipps-Universität Marburg. 
Während seines Studiums wurde er 1866 Mitglied der Burschenschaft Arminia Marburg. In den ersten Tagen des Deutsch-Französischen Krieges, am 30. Juli 1870, schloss er seine Promotion ab und erlangte damit die „Doctorwürde bei der medizinischen Fakultät zu Marburg“. Am 24. Juli 1900 wurde Hufnagel zum Königlich Preußischen Sanitätsrat, und 1912 zum „Geheimen Sanitätsrath“ ernannt.
Hufnagel war verheiratet mit Elisabeth Senz (* 1855 Gelnhausen; † 10. April 1930, Bad Orb). Aus der Ehe gingen zwei Söhne und vier Töchter hervor. Der Sohn Viktor Hufnagel war ebenso wie der Vater Wilhelm, Arzt und zeitweise mit Bad Orb und der Kinderheilanstalt als weiterer Arzt verbunden.

## Berufliches und öffentliches Wirken
Seine ersten Berufserfahrungen erwarb Hufnagel als junger Assistenzarzt im Feldlazarett Frankfurt am Main, während des Deutsch-Französischen Krieges, 1870/71. Nach dem Krieg eröffnete er, 1871, eine Landarztpraxis in Bieber im Spessart. 1879 verlegte er seine Praxis nach Bad Orb und versorgte die langsam aufstrebende Kurstadt fast 14 Jahre als einziger niedergelassener Arzt. In diesem Rahmen war er, ab 1880, gleichzeitig auch im Hospital als Belegarzt tätig. Wohl angeregt von der Entwicklung Orbs zu einem Heilbad, ließ er eine Badeeinrichtung im Hospital einbauen. Auch die Aufgaben des Impfarztes im gesamten, damaligen Verwaltungsbezirk Orb, der sich bis ins Kinzigtal hinein erstreckte, übernahm Hufnagel.
Durch eine vierwöchige Badekur heilte Wilhelm Hufnagel, Mitte der achtziger Jahre, im Hospital von Orb seinen herzkranken Neffen, einen Sohn seines älteren Bruders Friedrich Hufnagel. Das war für die Brüder der Anstoß, einen seit langem gehegten Gedanken in die Tat umzusetzen. Auf Initiative Friedrich Hufnagels, luden die Brüder Hufnagel zu einem Weichen stellenden Treffen ein: „Behufs Gründung einer Kinderheilanstalt zu Bad Orb traten ... im Monat Mai des Jahres 1884 mehrere Geistliche, Ärzte und Beamte … zu einer Besprechung zusammen.“. Gedacht war die zu gründende Heilanstalt für Kinder, die an Tuberkulose, Herzkrankheiten, Blutarmut und Ähnlichem litten. Es war ein Anfang mit viel Enthusiasmus, aber ohne finanzielle Mittel. Diese sollten durch Spenden, Beiträge der Kommunen, Pflegegelder, vor allem aber durch Kirchen- und Hauskollekten erbracht werden.
50 Jahre nach Errichtung einer „Soolebadeanstalt“ durch Franz Leopold Koch nahm eine rasante Entwicklung ihren Lauf. Waren die ersten kleinen Gäste noch in einer angemieteten Wohnung in der Stadt untergebracht, so wurde schon nach wenigen Jahren ein eigenes Grundstück, außerhalb der Stadtmauern, erworben. Hier konnten nach und nach die erforderlichen Schlafgebäude, ein eigenes Bad (Badehaus „Bethesda“) usw. errichtet werden. Auch die medizinischen Erfolge der Behandlung mit Solebädern – Wilhelm Hufnagels besonderes Anliegen – und die Einbeziehung von erwachsenen Patienten förderten die weitere Entwicklung der Einrichtung. Es fiel in die Zeit, in der Franz Josef Scherf als Kurdirektor wirkte und Orb das Prädikat „Bad“ erhielt. Kopf und Herz der Heilanstalt war und blieb von Anfang an, deren Leiter Wilhelm Hufnagel. Durch Zukauf der Villa Viktoria, mit großem Parkgelände, im Jahre 1900, eröffnete Hufnagel weiteres Entwicklungspotential für Heil- und Kuraufenthalte für Erwachsene. In dieser Zeit war das Sanatorium die größte Kinderheilanstalt Deutschlands und nahm jährlich ungefähr 1500 kranke Kinder und 400 Erwachsene auf.
Hufnagel gewann für sein Sanatorium größere Förderer wie Arthur von Weinberg, den Mitinhaber der Farbwerke Cassella in Frankfurt. Mehrere großzügige Spenden Weinbergs waren wesentlich für die Entwicklung der Heilanstalt, beispielsweise um den repräsentativsten Bau der gesamten Anlage, das „Willeminenhaus“ zu errichten. Das Gebäude war nach Willemine, Weinbergs aus den Niederlanden stammenden Ehefrau, benannt worden.
Hufnagel blieb 40 Jahre lang bis zu seinem Tode Leiter der Kinderheilanstalt. 1999 übernahm die „Spessartklinik“ die Nachfolge der historischen Gründung, der „Kinderheilanstalt Bad Orb“.

## Nachwirkungen
In der Stadt Bad Orb finden sich vielfältige Andenken an den berühmten Bürger Wilhelm Hufnagel. Im Park der Spessartklinik erinnert eine sehr repräsentativ gestaltete Ruhebank mit einer Gedenktafel an den Gründer der Einrichtung. Diese sogenannte „Hufnagelbank“ wurde 1920, schon zu Hufnagels Lebzeiten, aus Anlass seines 50-jährigen Berufsjubiläums errichtet. Seine Ruhestätte, in hervorgehobener Lage am Orber Friedhof, schmückt ein großes Denkmal. Schließlich bewahrt auch die Dr. Wilhelm-Hufnagel-Anlage, eine Grünanlage in Kurparknähe, sein Andenken. Sie liegt, nur eine kleine Wegstrecke von Hufnagels ehemaligen Wirkungsstätte entfernt, an der Kurparkstraße, parallel zum Kurpark.